# ヘリウム惑星
ヘリウム惑星(Helium planet)は、低質量の白色矮星が質量を失うことによってできる仮説上の惑星である。木星や土星のような通常のガス惑星は、構成成分として水素が最も多く、ヘリウムが二番目に多いが、ヘリウム惑星では核燃焼により全ての水素がヘリウムかさらに重い元素に変換されている。

## 起源
りょうけん座AM星は、ヘリウム核にヘリウムの降着円盤を持つ白色矮星で、軽い方から重い方へ質量転移が行われている共生連星の系になっているとされる。質量のほとんどを失った後は、軽い方の白色矮星は惑星質量に近くなる。

## 特徴
ヘリウム惑星は、同じ程度の質量の通常のガス惑星と同じくらいの半径を持つと予測されている。13木星質量より重い天体は重水素の核融合を起こすため褐色矮星に分類されるが、ヘリウム惑星は重水素を持たず、もう何も燃料とする物質が残っていないという理由で、13木星質量を超えていても褐色矮星ではなく惑星に分類される。